# Achelia echinata
Achelia echinata là một loài nhện biển trong họ Ammotheidae. Loài này thuộc chi Achelia. Achelia echinata được miêu tả năm 1864 voor het eerst wetenschappelijk bởi Hodge.